# Günter Kunert
Pour les articles homonymes, voir Kunert.
Günter Kunert, né le 6 mars 1929 à Berlin et mort le 21 septembre 2019 à Kaisborstel, est un écrivain et scénariste allemand. 
Il quitte la République démocratique allemande pour la République fédérale d'Allemagne en 1979.

## Biographie
N'ayant pu achever ses études sous le IIIe Reich, sa mère étant juive, Günter Kunert peut les reprendre en 1946 à l'Académie des arts appliqués de Berlin. En 1948, il entre au Parti socialiste unifié d'Allemagne (SED).
En 1976, il signe une pétition contre le retrait de la nationalité de Wolf Biermann. Il est exclu du SED, et obtient en 1979, un visa pour que lui et sa famille quittent la RDA.
Il est l'auteur d'une œuvre abondante, romans, pièces pour la radio…

## Scénarios
- 1953: Das Stacheltier
- 1954: Das Stacheltier
- 1960: Seilergasse 8 de Joachim Kunert
- 1961: Guten Tag, lieber Tag de Gerhard Klingenberg
- 1961: Vom König Midas de Günter Stahnke
- 1962: Das zweite Gleis de Joachim Kunert
- 1962: Fetzers Flucht de Günter Stahnke
- 1962: Monolog für einen Taxifahrer de Günter Stahnke
- 1963: Vom König Midas
- 1968: Les Adieux d'Egon Günther
- 1968: Fleiß und Faulheit de Johann-Richard Hänsel
- 1969: Alltägliche Geschichten einer Berliner Straße de Johann-Richard Hänsel
- 1971: Karpfs Karriere de Bernhard Wicki
- 1971: Zentralbahnhof de Johann-Richard Hänsel
- 1973: Berliner Gemäuer
- 1976: Beethoven – Tage aus einem Leben de Horst Seemann
- 1976: Berlin mit Unterbrechungen de Rudolf Laepple
- 1977: Unterwegs nach Atlantis de Siegfried Kühn
- 1984: Die Rückkehr der Zeitmaschine
- 1984: Der blinde Richter (série TV) de Vojtěch Jasný
- 1985: Der Schiedsrichter de Rolf von Sydow
- 1986: Die Sterne schwindeln nicht de Helmut Kissel
- 1991: Nachruf auf die Mauer de Marina Bartsch-Rüdiger
- 1992: Endstation Harembar de Rainer Wolffhardt